# Xã Havana, Quận Mason, Illinois
Xã Havana (tiếng Anh: Havana Township) là một xã thuộc quận Mason, tiểu bang Illinois, Hoa Kỳ. Năm 2010, dân số của xã này là 4.816 người.